# Akadémiai Kiadó

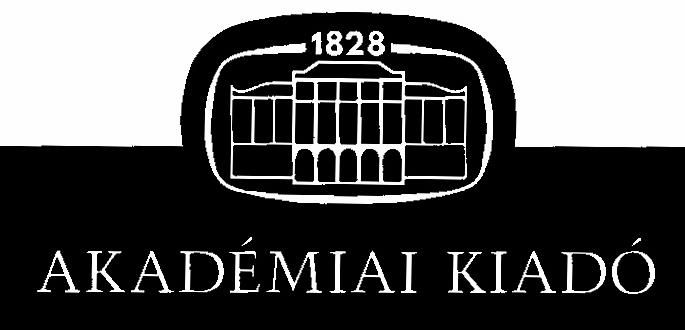
Logo des Verlags

Akadémiai Kiadó, zu deutsch Akademie-Verlag, ist der seit 1828 existierende Verlag der Ungarischen Akademie der Wissenschaften (MTA) mit Sitz in Budapest. Er gibt Monographien und Zeitschriften heraus. Im deutschen Sprachgebiet ist er überwiegend durch Bücher zu Kunstgeschichte bekannt.

## Lexika
- Biologie-Lexikon (1975–1987)
- Akadémiai kislexikon (1989–1990)
- Akademische Lexika-Serie (2007–); Bände:
  - Umwelt (2007)
  - Psychologie (2008)
  - Karte Enzyklopädie (2008)
  - Weltreligionen (2009)

## Zeitschriften
- Across Languages and Cultures
- Acta Agronomica Hungarica
- Acta Alimentaria
- Acta Antiqua Academiae Scientiarum Hungaricae (online)
- Acta Archaeologica Academiae Scientiarum Hungaricae
- Acta Biologica Hungarica
- Acta Botanica Hungarica
- Acta Chromatographica
- Acta Ethnographica Hungarica
- Acta Geodaetica et Geophysica Hungarica
- Acta Historiae Artium
- Acta Juridica Hungarica
- Acta Linguistica Academica
- Acta Linguistica Hungarica
- Acta Mathematica Hungarica
- Acta Microbiologica et Immunologica Hungarica
- Acta Oeconomica
- Acta Orientalia Academiae Scientiarum Hungaricae
- Acta Physica Hungarica (Heavy Ion Physics)
- Acta Physica Hungarica (Quantum Electronics)
- Acta Physiologica Hungarica
- Acta Phytopathologica et Entomologica Hungarica
- Acta Veterinaria Hungarica
- Agrokémia és Talajtan (Agrochemistry and Soil Science)
- Akadémiai Értesítő
- Analysis Mathematica
- Antik Tanulmányok (Studies on Antiquity)
- Archaeologiai Értesítő (Archaeological Bulletin)
- Biologia Futura
- Central European Geology
- Cereal Research Communications
- Clinical and Experimental Medical Journal. Scientific Journal of the Markusovszky Lajos Foundation
- Community Ecology. An Interdisciplinary Journal Reporting Progress in Community and Population Studies
- Culture and Evolution
- Developments in Health Sciences
- Educatio
- Építés – Építészettudomány (Architectonics and Architecture)
- European Journal of Mental Health
- European Journal of Microbiology and Immunology
- Evolution, Mind and Behaviour
- Hematológia – Transzfuziológia
- Hungarian Educational Research Journal
- Hungarian Journal of Legal Studies
- Hungarian Medical Journal
- Hungarian Studies
- Imaging
- International Review of Applied Sciences and Engineering
- Interventional Medicine and Applied Science
- Journal of Adult Learning, Knowledge and Innovation
- Journal of Behavioral Addictions
- Journal of Cultural and Evolutionary Psychology
- Journal of Evolutionary Psychology
- Journal of Flow Chemistry
- Journal of Psychedelic Studies
- Journal of Radioanalytical and Nuclear Chemistry
- Journal of Thermal Analysis and Calorimetry
- JPC – Journal of Planar Chromatography – Modern TLC Chemistry
- Learning & Perception
- Magyar Onkológia (Hungarian Oncology)
- Magyar Pszichológiai Szemle (Hungarian Psychological Review)
- Magyar Sebészet (Hungarian Journal of Surgery)
- Magyar Terminológia (Journal of Hungarian Terminology)
- Mathematica Pannonica
- MediArt
- Mentálhigiéné és Pszichoszomatika (Journal of Mental Health and Psychosomatics)
- Művészettörténeti Értesítő (Bulletin of History of Arts)
- Nanopages
- Neohelicon
- Növénytermelés (Crop Production)
- Orvosi Hetilap (Hungarian Medical Journal)
- Periodica Mathematica Hungarica
- Physiology International
- Pollack Periodica
- Progress in Agricultural Engineering Sciences
- Pszichológia (Psychology. Journal of the Hungarian Academy of Sciences, Research Centre for Natural Sciences, Institute of Cognitive Neuroscience and Psychology)
- Reaction Kinetics, Mechanisms and Catalysis
- Resolution and Discovery
- Review of Sociology
- Scientia et Securitas
- Scientometrics. An International Journal for all Quantitative Aspects of Communication in Science and Science Policy
- Selection
- Society and Economy. Journal of the Corvinus University of Budapest
- Studia Musicologica
- Studia Musicologica Academiae Scientiarum Hungaricae
- Studia Scientiarum Mathematicarum Hungarica
- Studia Slavica
- Társadalom és Gazdaság
- Társadalomkutatás (Social Science Research)
- Verbum[1]